# Garnison-/Katharinenfriedhof

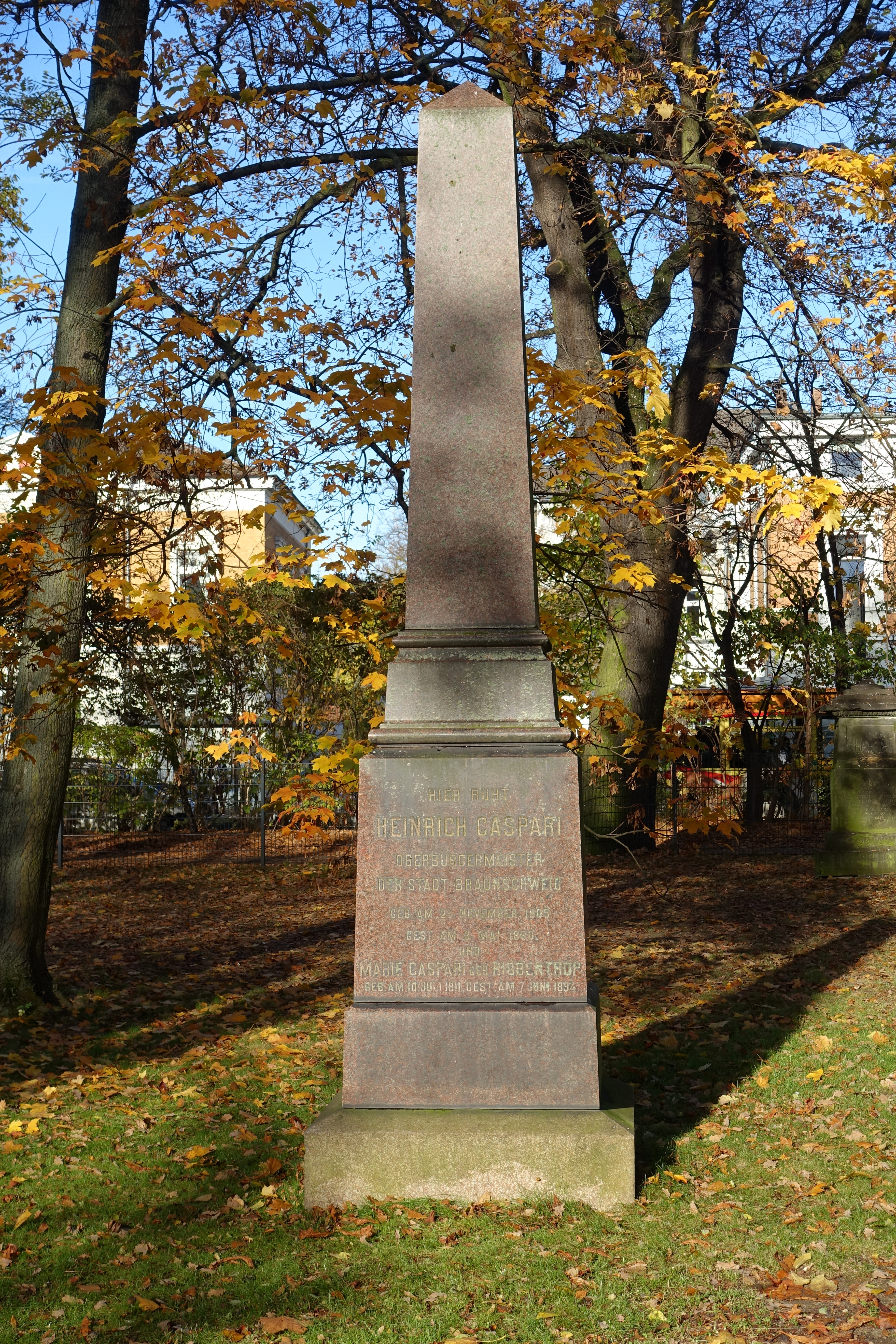
Grab von Heinrich Caspari

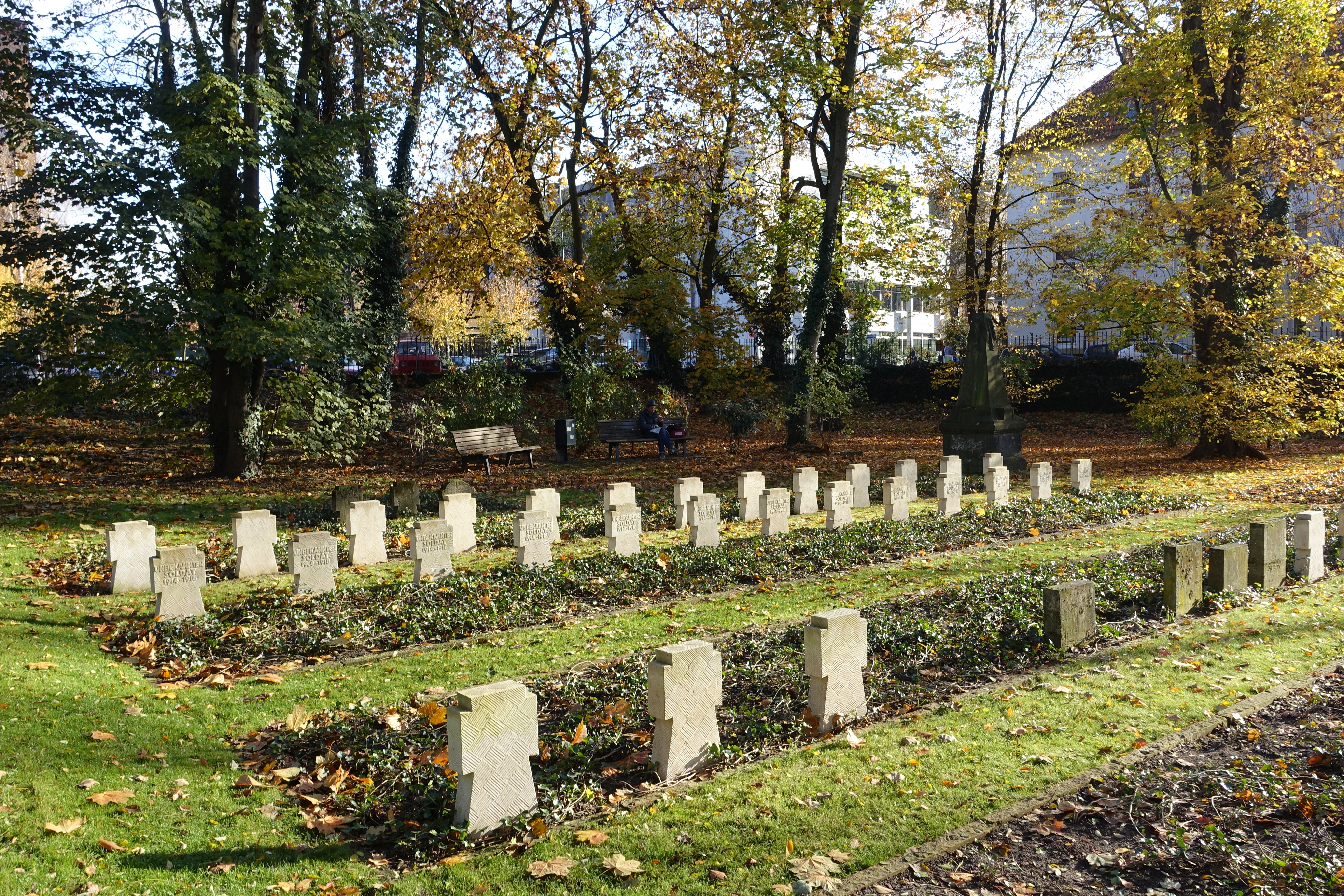
Gräber unbekannter Soldaten auf dem Garnisonfriedhof

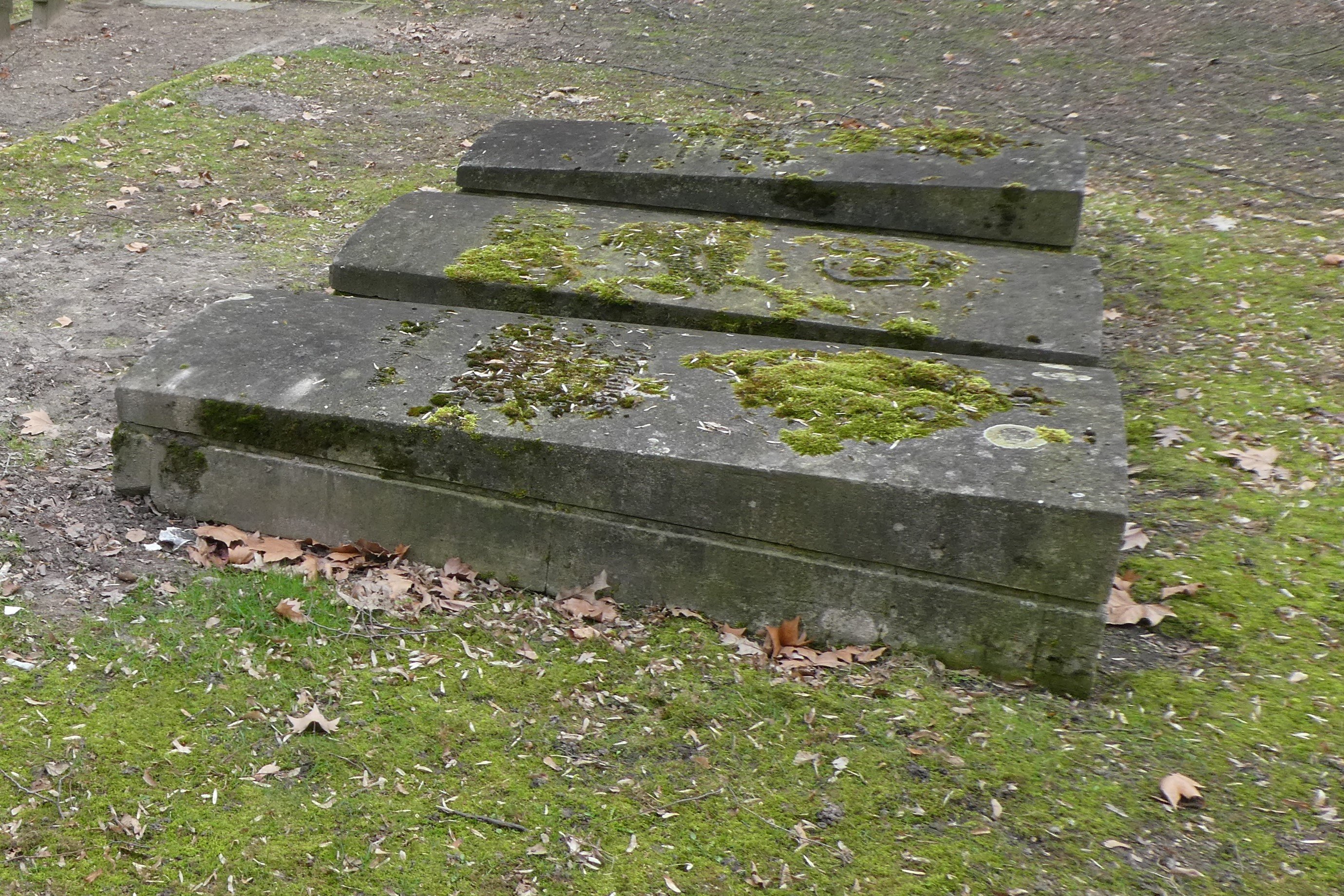
Gräber der Familie Henninges

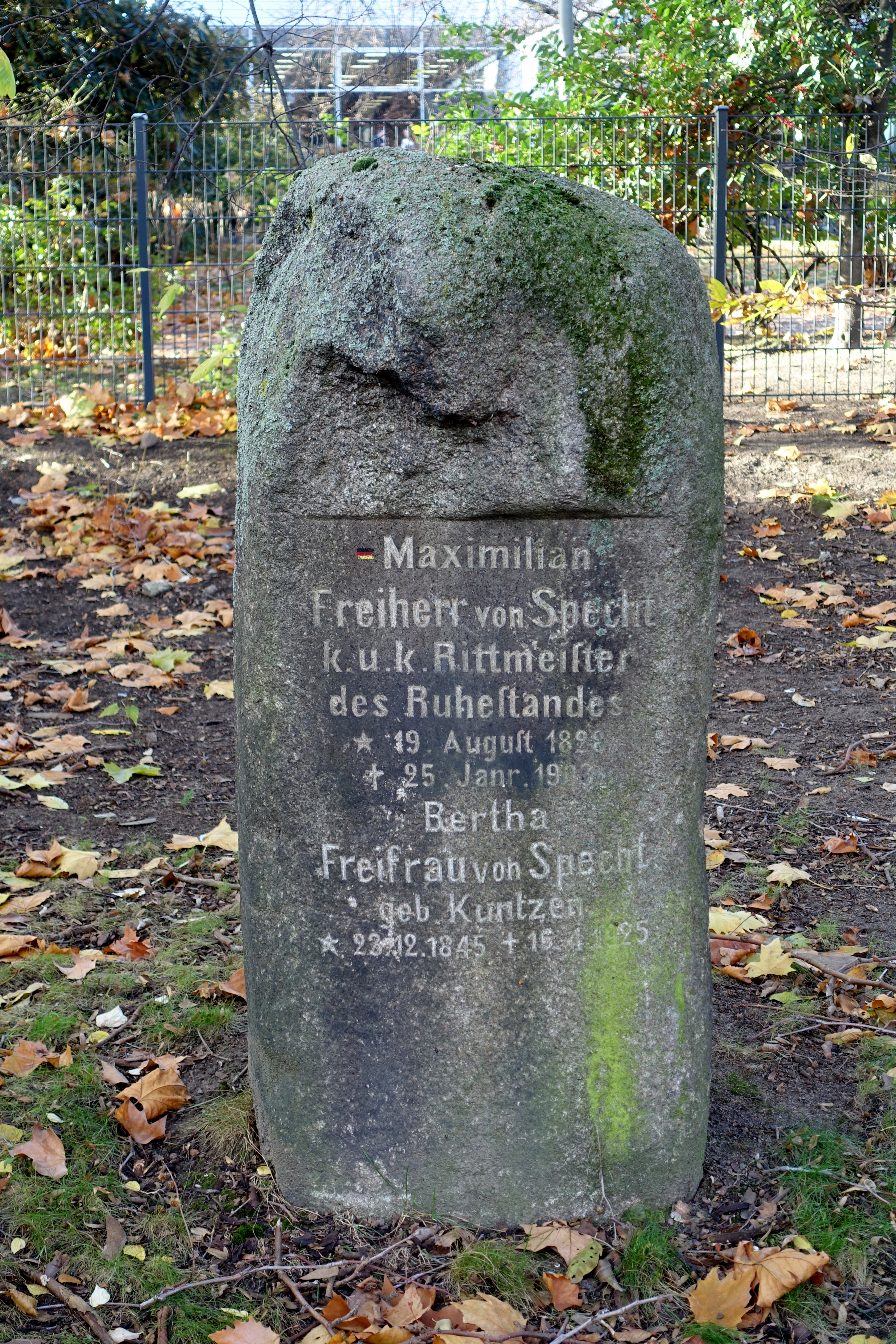
Grabstein von Maximilian Freiherr von Specht

Der Katharinenfriedhof und der Garnisonfriedhof (auch Garnisonsfriedhof) im Nördlichen Ringgebiet in Braunschweig sind zwei angrenzende historische Friedhöfe, die Anfang des 18. Jahrhunderts angelegt wurden. Heute dienen die verbliebenen Teile als öffentliche Grünanlage, wodurch auch die Bezeichnung Mensapark üblich wurde. Das Areal ist 0,67 Hektar groß. Die als Baudenkmal geschützte Anlage besitzt noch eine kleine Anzahl an Grabsteinen und ist letzte Ruhestätte bekannter Persönlichkeiten. Der ehemalige Friedhof der evangelisch-lutherischen Katharinengemeinde und der Garnisonfriedhof sind mit einem Zaun eingefasst und befinden sich an der Pockelsstraße zwischen Rebenring und Katharinenstraße umgeben von Bauten der Technischen Universität. Ursprünglich befanden sich hier drei Friedhöfe, der nordöstliche gehörte der Andreasgemeinde und wurde 1862 vom Katharinenfriedhof übernommen. Gleichzeitig übergab die Katharinengemeinde ihren Friedhof an der Hamburger Straße an den Andreasfriedhof.

## Geschichte
Die Angehörigen der Katharinenkirche, der Pfarrkirche des Hagens, wurden ursprünglich direkt an der Katharinenkirche beerdigt. An Stelle dieses Friedhofs entstand der Platz „An der Katharinenkirche“. Als die mittelalterlichen Kirchen Braunschweigs im 17. und 18. Jahrhundert damit begannen, ihre Friedhöfe aus dem Stadtinneren vor die Stadttore zu verlagern, legte auch die Katharinenkirche vor den Toren des Hagens Friedhöfe an, zunächst für Arme und Nichtbürger. Am Wendentor befand sich der Friedhof der Stiftung St. Jodoci, ein weiterer am Lindenberg westlich des Giersbergs. Als von 1692 bis 1741 die Befestigungsanlagen Braunschweigs ausgebaut und verbreitert wurden, mussten diese Friedhöfe weichen. Ein neuer Friedhof für die Armen und Nichtbürger wurde dann an der heutigen Katharinenstraße angelegt und 1706 erstmals belegt. Dieser wurde schließlich für alle Bestattungen der Katharinengemeinde genutzt.
1721 wurde neben dem Katharinenfriedhof ein Friedhof der Andreaskirche angelegt. 1753 wurde neben diesen der Garnisonfriedhof angelegt. Zuvor befand sich ein Garnisonfriedhof an der Wolfenbütteler Straße. Dieser war jedoch schon im 19. Jahrhundert bebaut. Da der Friedhof an der Katharinenstraße nicht mehr ausreichte, legte die Katharinenkirche 1802 einen zweiten Friedhof an der Hamburger Straße an.
Am 30. Januar 1868 wurde durch das Ministerium ein Austausch der Friedhöfe genehmigt. Der Friedhof der Katharinenkirche an der Hamburger Straße wurde Teil des Andreasfriedhofs, der Friedhof der Andreaskirche am Rebenring wurde an den Katharinenfriedhof abgetreten. Dadurch hatten sowohl die Katharinengemeinde als auch die Andreasgemeinde jeweils zusammenhängende Friedhofsanlagen geschaffen.
Mit der Einweihung des Braunschweiger Zentralfriedhofs (der heutige Hauptfriedhof) am 1. Oktober 1887 wurden die alten dezentralen Friedhöfe nicht mehr benötigt und nach und nach geschlossen. Auch auf dem Katharinenfriedhof fanden immer weniger Bestattungen statt und die Anlage wurde entwidmet. Nachdem die Ruherechte auf dem Katharinenfriedhof im 20. Jahrhundert erloschen waren, wurden viele Gräber eingeebnet. Im Oktober 1937 wurde das Grab des Dichters Wolfgang Robert Griepenkerl vor der Einebnung bewahrt. Der Garnisonfriedhof wurde bis in die Mitte des 20. Jahrhunderts genutzt. 107 Kriegsgräber auf dem Garnisonfriedhof haben nach dem Gräbergesetz dauerhaftes Ruherecht. Auf diesem Friedhof befinden sich acht Gräber von Opfern der nationalsozialistischen Willkürjustiz, die an der Hinrichtungsstätte im Schießstand Buchhorst erschossen wurden.
Nach dem Zweiten Weltkrieg wurde auf dem westlichen Teil des Katharinenfriedhofs die Mensa für die Technische Universität Braunschweig errichtet. Die verbliebenen Teile das Katharinenfriedhofs und der Garnisonfriedhof wurden in eine Parkanlage umgewandelt. Diese offene Anlage, die nur teilweise eingezäunt war, war mit mehreren Wegen durchzogen und war nur noch durch die einzelnen Grabsteine als ehemalige Friedhofsanlage erkennbar.
Ein bisher auf der Anlage aufgestelltes Denkmal für die verstorbenen französischen Gefangenen des Krieges 1870–1871 wurde auf den Hauptfriedhof umgesetzt und am 22. Oktober 1980 als Mahnmal für die deutsch-französische Verständigung neu eingeweiht. Dort steht es inmitten der Soldatengräber aus dem Ersten Weltkrieg.
2011 wurde der Garnison-/Katharinenfriedhof saniert. An der Finanzierung der Sanierung beteiligten sich die Stadt Braunschweig, die Richard-Borek-Stiftung und das Land Niedersachsen bzw. die Technische Universität. Bei der Sanierung sollte der ursprüngliche Charakter der Anlage weitestgehend wiederhergestellt werden und sie sollte zu einer ansprechenden Grünanlage gestaltet werden. Dabei wurden die Wege reduziert und erneuert, neue Bänke aufgestellt und der Eisenzaun wurde vervollständigt. Pflegemaßnahmen am Baumbestand wurden durchgeführt und neue Sträucher gepflanzt. Die Grabfelder wurden hervorgehoben und beschädigte Grabsteine gesichert oder erneuert.

## Grabmale und Bestattete
Auf dem Katharinenfriedhof ruhen:
- Heinrich Caspari (1805–1880), deutscher Politiker, Jurist, Oberbürgermeister der Stadt Braunschweig von 1848 bis 1879
- Carl Eustachius von Wulfen (1791–1809), schwer verletzt bei dem Gefecht bei Ölper (1809), erlag sieben Tage später seinen Verletzungen
- Rudolf von Bosse (1778–1855), Staatsrat unter Herzog Karl II.
- Johann Carl Phillip Reibenstein (1788–1812), Gastwirt
- Louise Böhme (1813–1866), Gründerin der Böhmeschen Stiftung
- Carl Friedrich Elias Schrader (1799–1872), die gerichtliche Obduktion diagnostizierte: „Tod durch Zerschmetterung des Gehirns“

Eingeebnete Gräber:
- E. L. Brautlecht geb. Brendecke († 1853)
- Johann Heinrich Degener († 1824)
- Christoph Friedrich Fickel († 1728), Buchhändler, Beisetzung am 7. November 1728
- Carl Friedrich Franquet (1783–1851), Fabrikant, und Sophie Franquet († 1855)
- Wolfgang Robert Griepenkerl (1810–1868), deutscher Dichter
- G. A. Horn († 1793)
- Ernestine Jeck geb. Cappe (1791–1820)
- Familie Oetzmann
- Graf von Schlitz († 1853), vermutlich Moritz Graf von Schlitz (1779–1853)
- Friedrich Wilhelm Zachariae (1726–1777), deutscher Schriftsteller, Übersetzer, Herausgeber und Komponist

Auf dem Garnisonfriedhof ruhen:
- Carl von Jordan (1707–1785), herzoglich-braunschweigischer Rittmeister
- Benno von Henninges (1836–1899), preußischer Generalleutnant
- Maximilian von Specht (1828–1903), k.u.k. Rittmeister